# Ute (autotype)

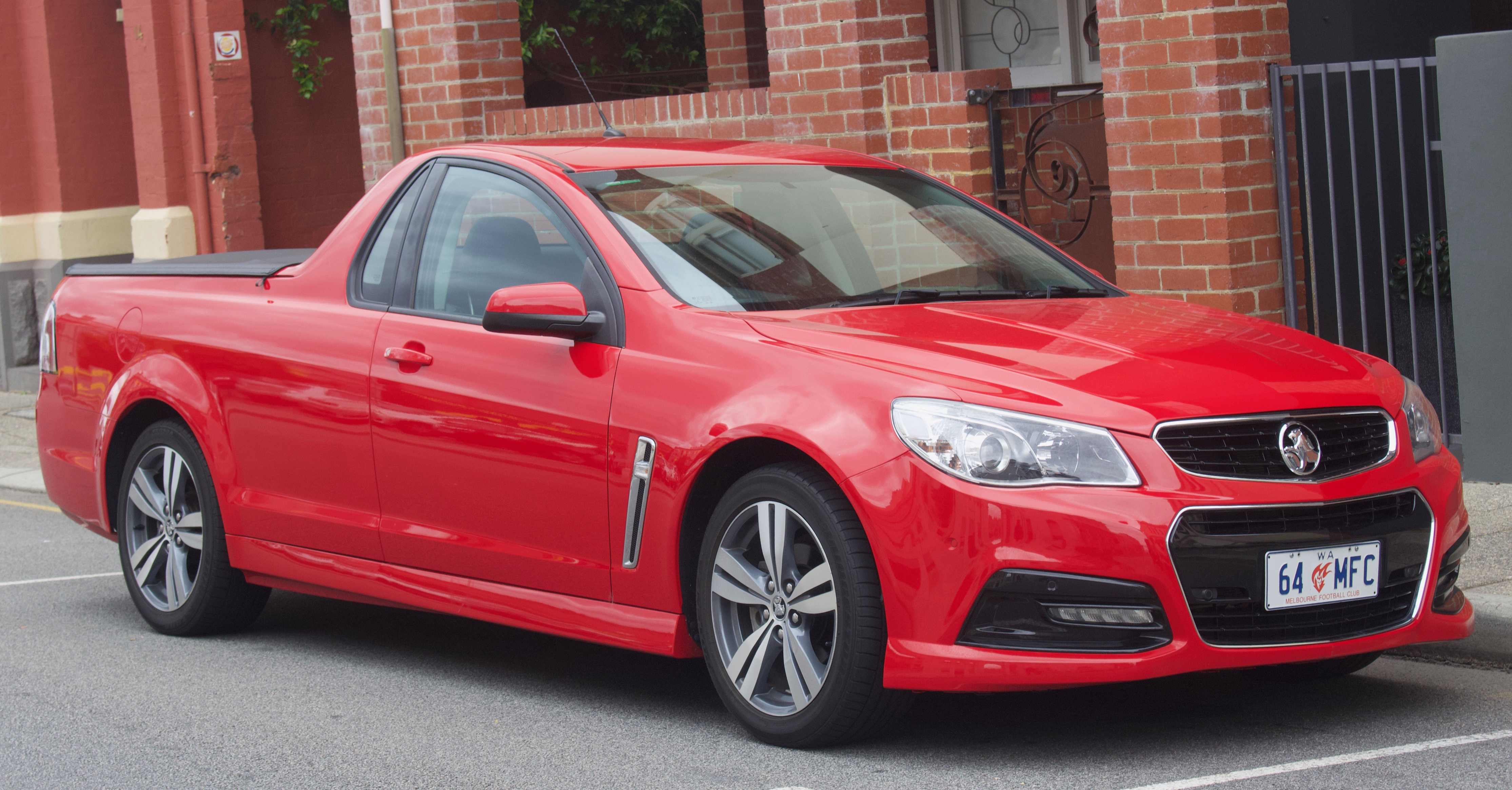
Holden Commodore VF ute (2014)

Een ute is een term die in Australië en Nieuw-Zeeland gebruikt wordt voor een carrosserievorm van een auto met twee portieren en een open laadbak achter het passagierscompartiment.
De term "ute" is oorspronkelijk een afkorting voor het Engelse "utility vehicle", wat zoveel betekent als "functioneel voertuig". Traditioneel verwees "ute" naar voertuigen gebouwd op het chassis van een personenwagen waarbij de laadbak geïntegreerd was in het passagiersgedeelte van de carrosserie. Dit in tegenstelling tot een pick-up waar de laadbak meestal gescheiden is van de passagierscabine. In de 21e eeuw wordt de term "ute" in Australië en Nieuw-Zeeland gebruikt om elk voertuig met een laadruimte aan de achterzijde aan te duiden. In andere landen zou dit een pick-up genoemd worden.

## Geschiedenis

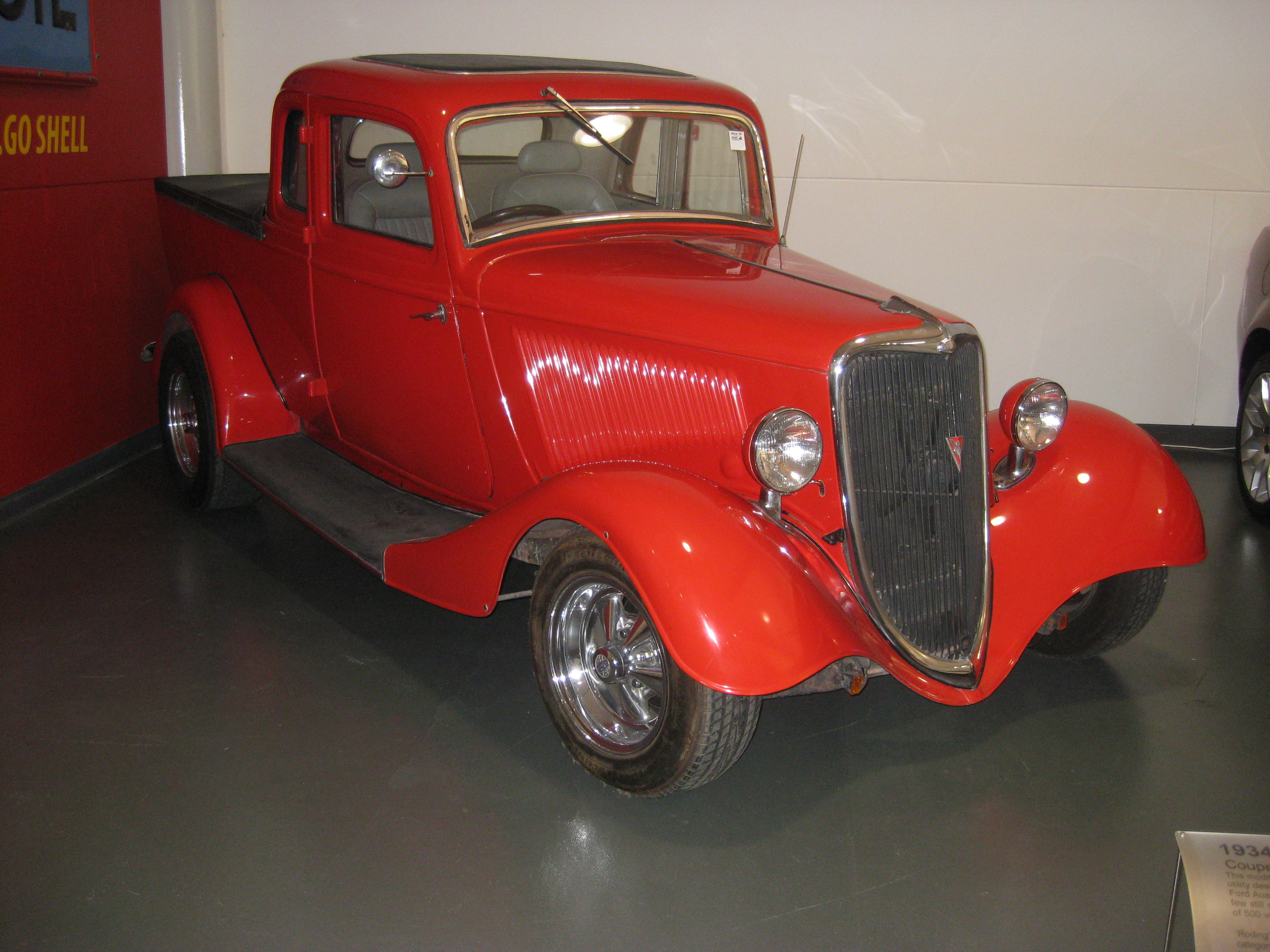
Ford Coupe Utility (1934), de eerste Australische ute

Het concept van een tweedeurs voertuig met een open laadbak aan de achterzijde op basis van het chassis van een personenwagen vindt zijn oorsprong in de Verenigde Staten in de jaren 1920 met de roadster-utility-modellen. Deze voertuigen waren cabriolets met een stoffen dak, in tegenstelling tot het vaste stalen dak dat later door de meeste utes gebruikt werd.
Ford Australië was het eerste bedrijf dat een Australische coupé ute produceerde, die in 1934 op de markt kwam. Dit voertuig was het resultaat van een brief uit 1932 van een Australische boerin waarin gevraagd werd om "een voertuig om op zondag naar de kerk te gaan en op maandag de varkens naar de markt te brengen". Als reactie ontwierp Ford Australië een tweedeurs carrosserie met een laadbak achteraan op basis van het Ford Model A-chassis en gaf het model de naam "coupé utility".
In 1951 bracht Holden een "utility"-model uit op basis van de Holden 48-215. Dit was het begin van een lange traditie van in Australië ontworpen tweedeurs voertuigen met een laadbak aan de achterkant, gebaseerd op een sedan-chassis van een personenauto.

## Modellen
Enkele modellen van Ford Australië:
- 1941 Ford (1941-1949)
- Ford Anglia Coupe Utility (1946-1953)
- Ford Mainline Utility (1952-1959)
- Ford Zephyr MkII Coupe Utility (1956-1962)
- Ford Ranchero (1957-1979)
- Ford Falcon Ute (1961-2016)

Enkele modellen van Holden en moederbedrijf General Motors in Australië:
- Chevrolet Stylemaster (1946-1948)
- Vauxhall Velox (1951-1957)
- Holden Utility (1951-1968)
- Holden Kingswood (1968-1984)
- Holden Ute / Holden Commodore Ute (1991-2017)

Enkele modellen van Chrysler in Australië:
- Plymouth Belvedere (1953-1957)
- Dodge Kingsway (1956-1957)
- Chrysler Wayfarer (1958-1961)
- Chrysler Valiant Utility / Dodge Utility (1965-1979)

## Fotogalerij

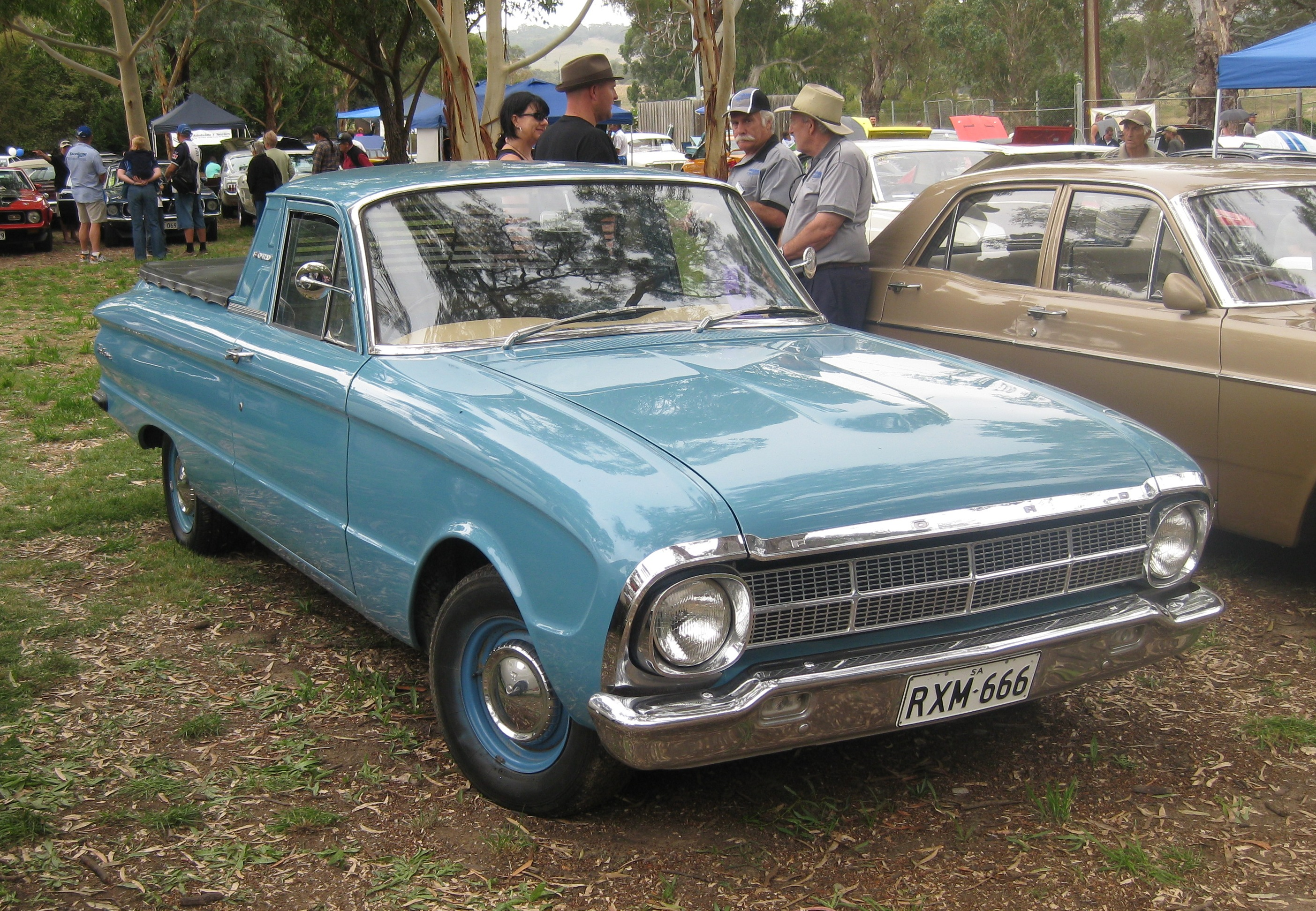
Ford Falcon XM Utility (1964-1965)
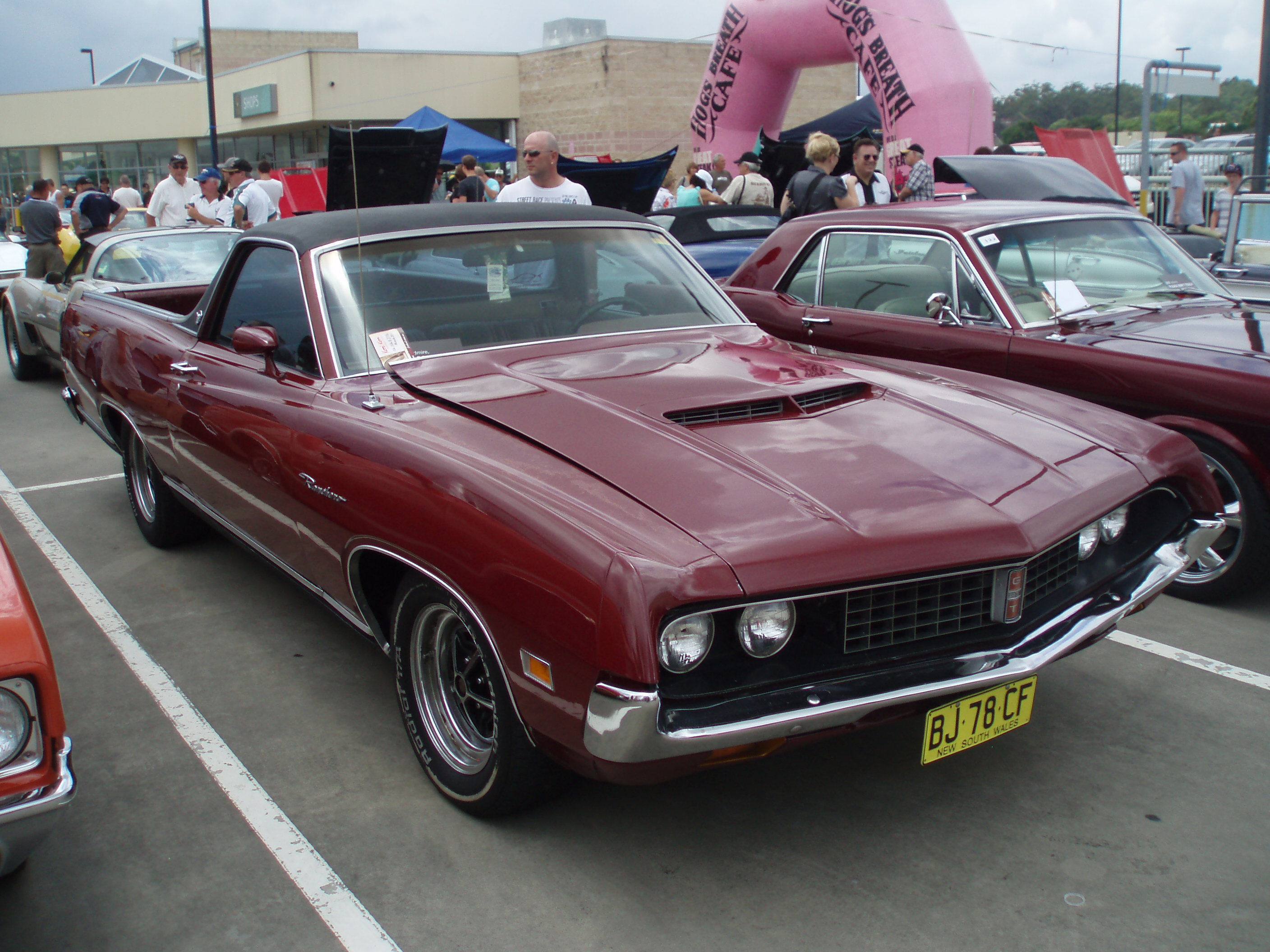
Ford Ranchero (1971)
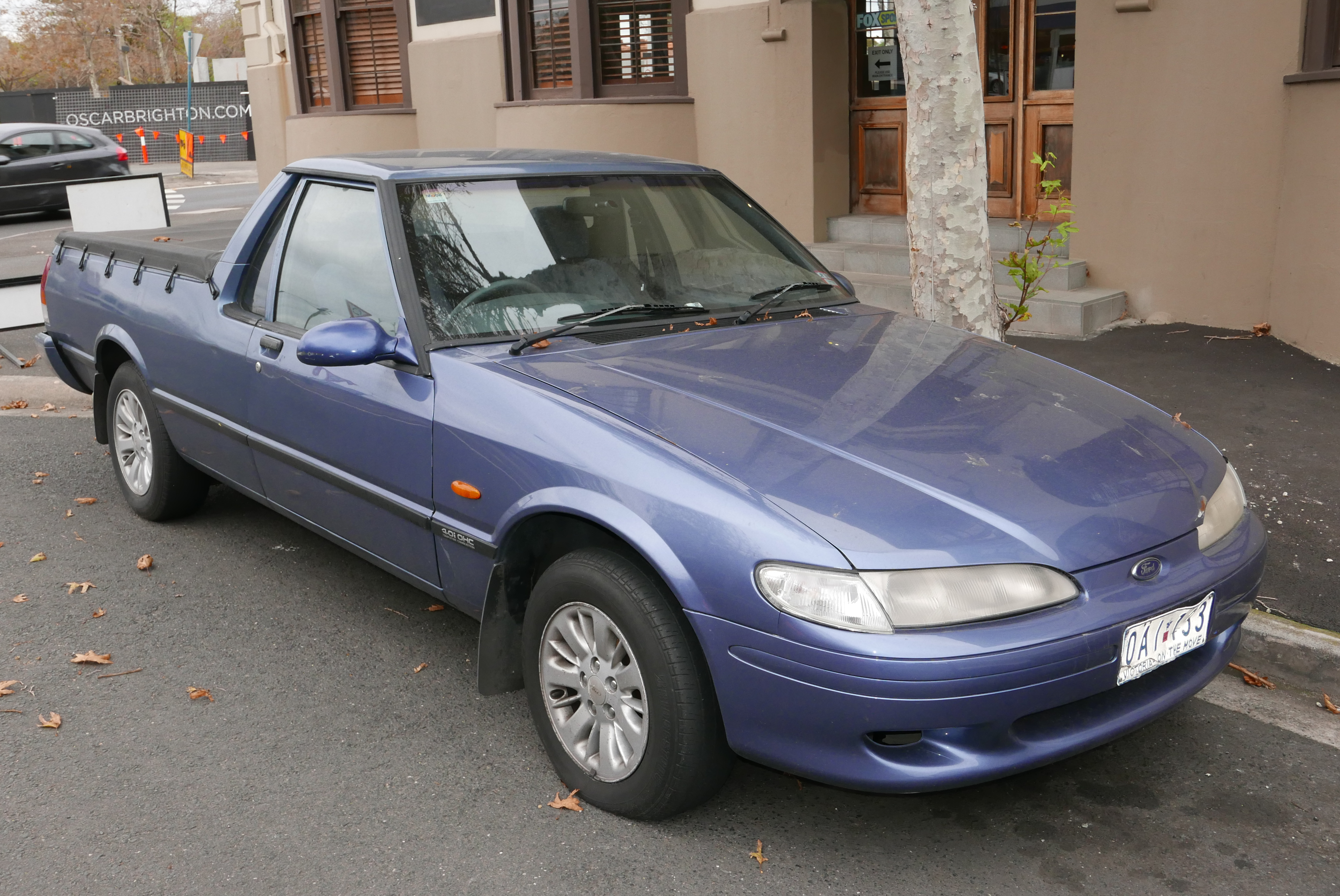
Ford Falcon XH Utility (1996)
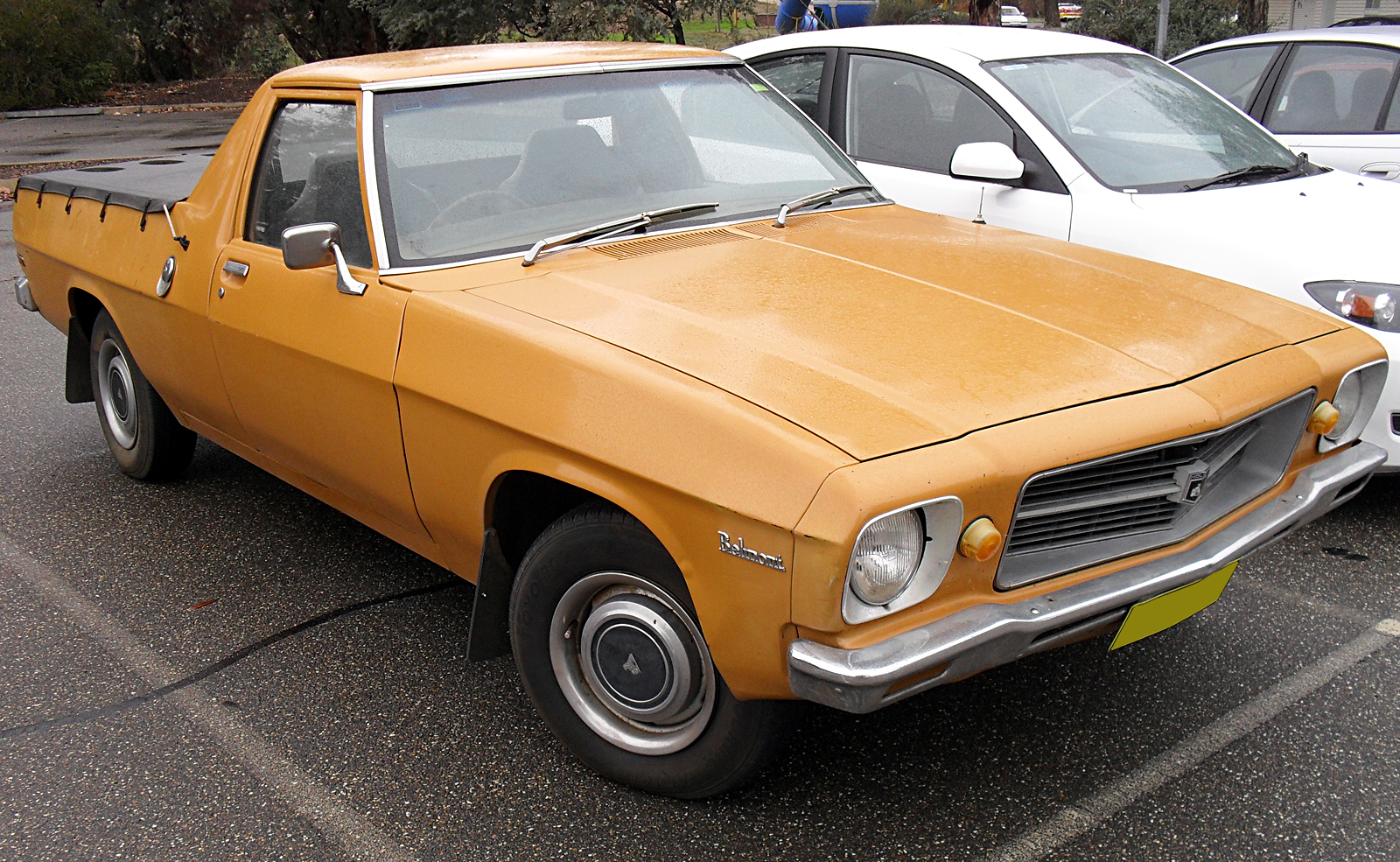
Holden HQ Ute (1971-1974)
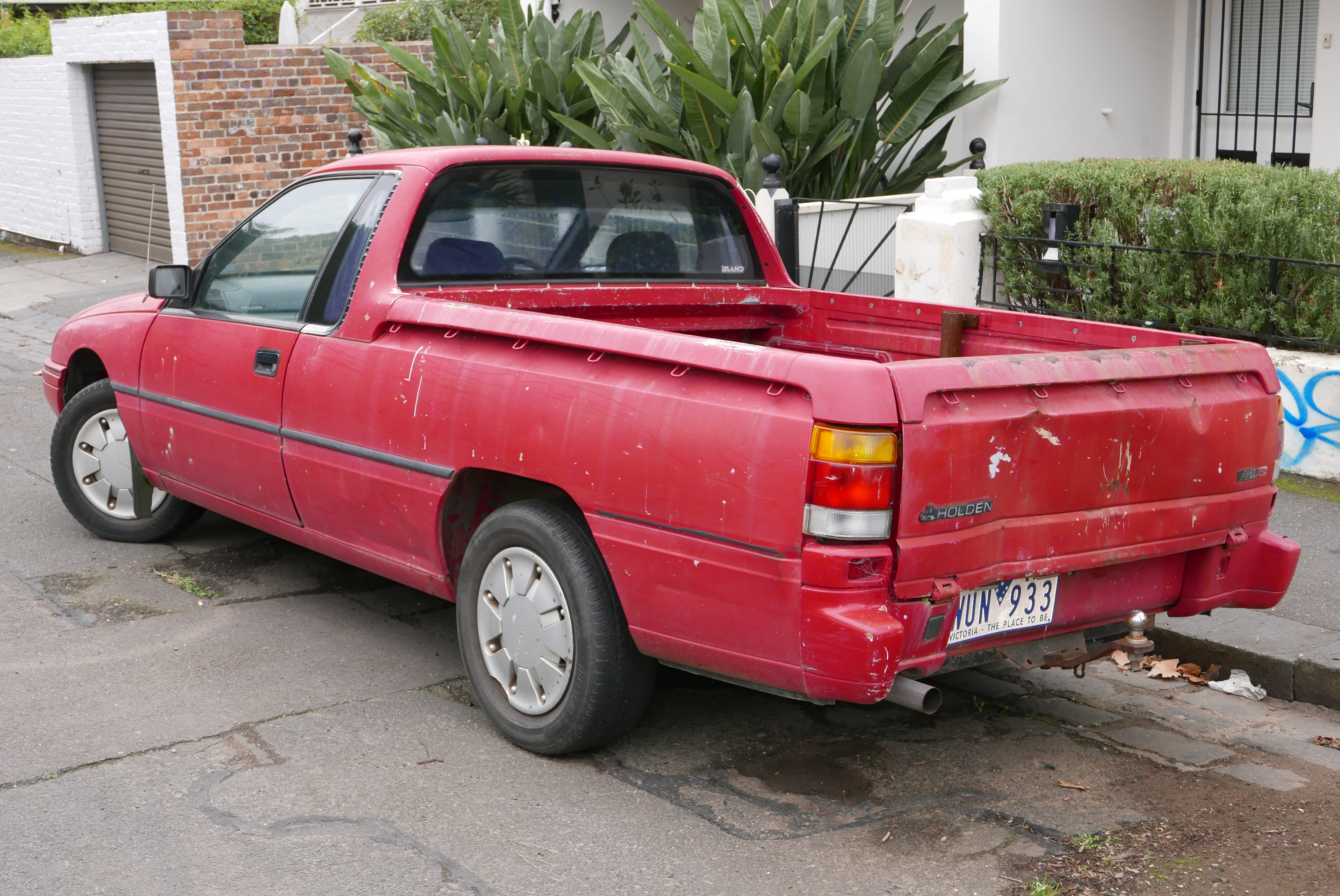
Holden VG Utility (1991)
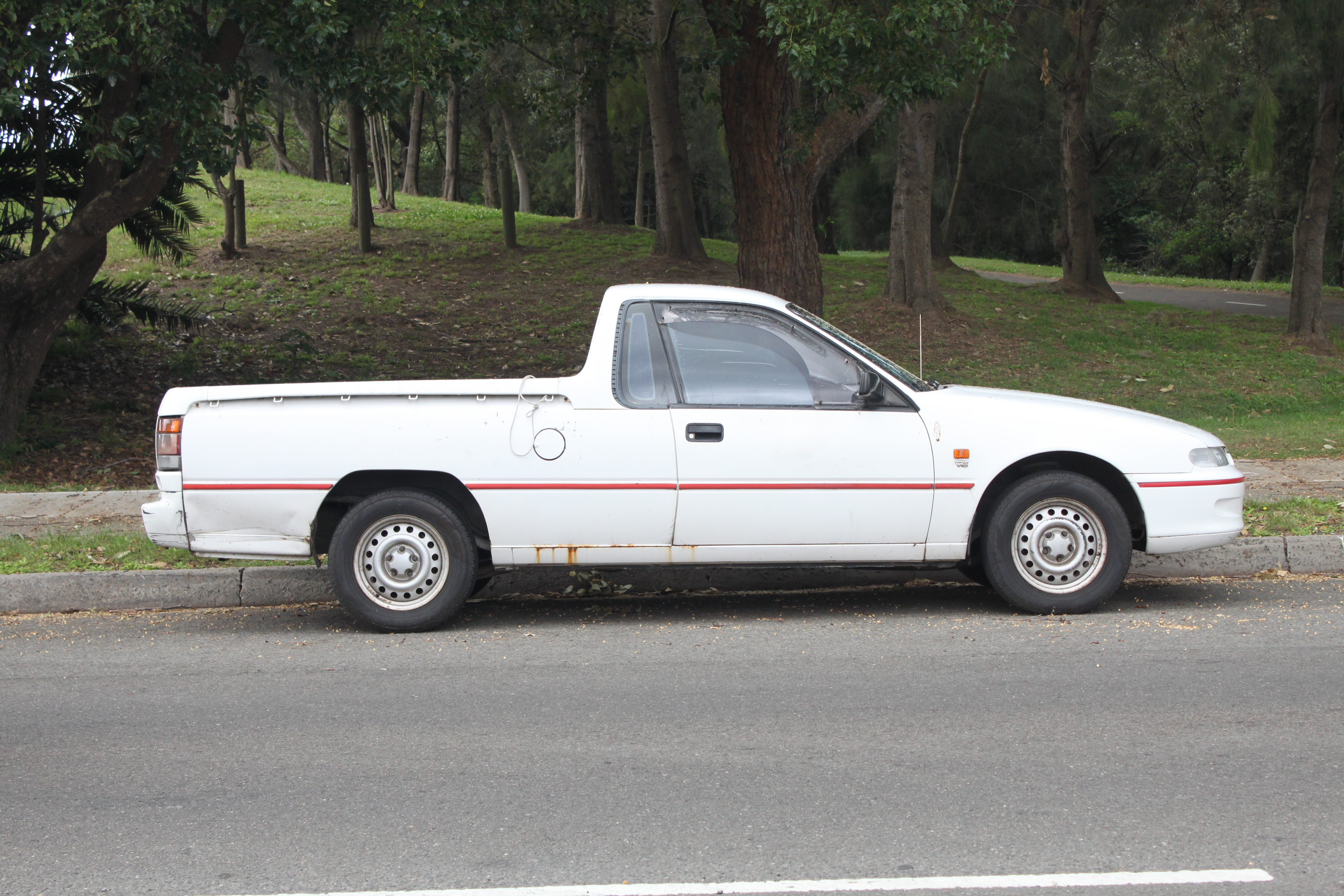
Holden Commodore VS Utility (1995)
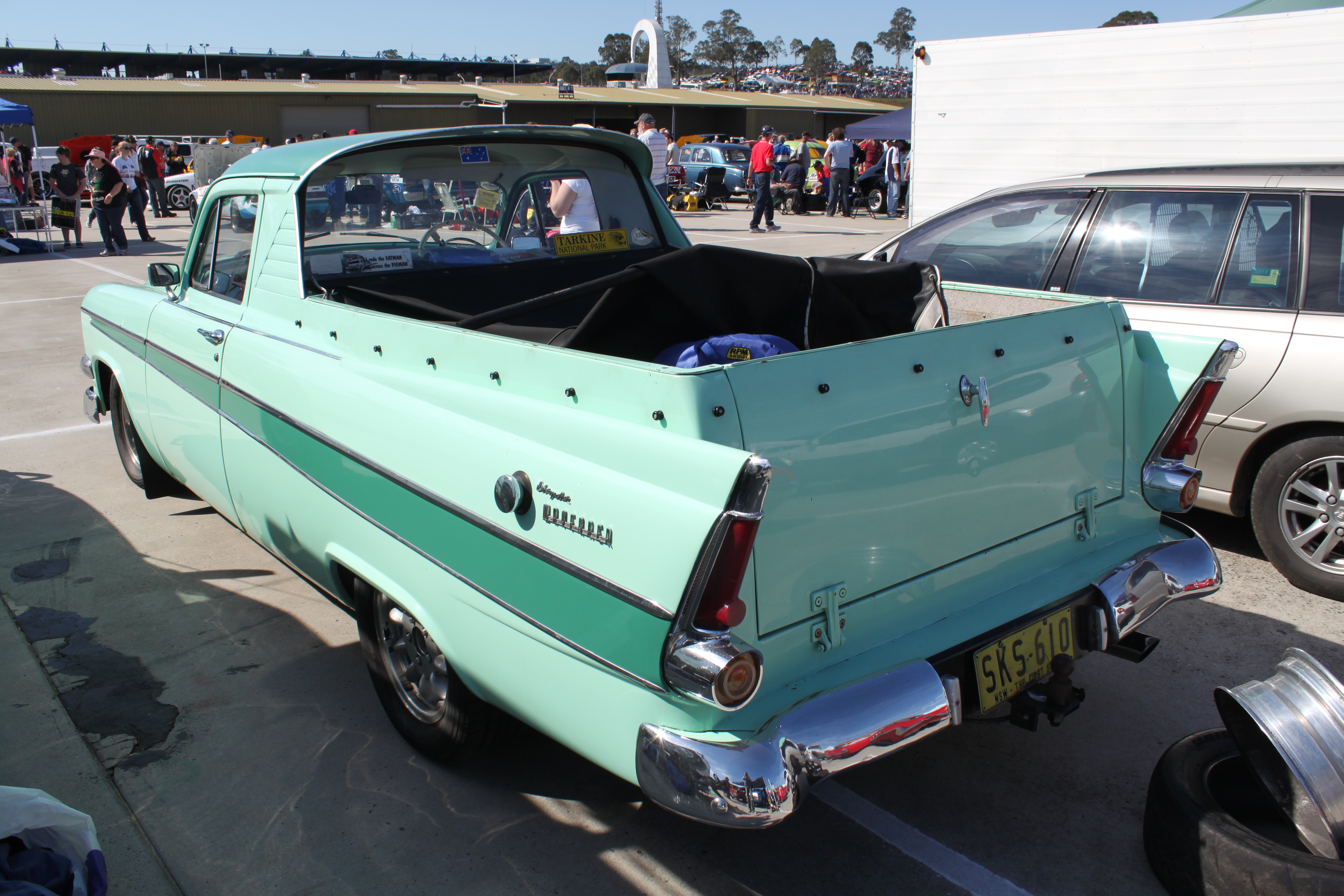
Chrysler Royal Wayfarer (1958-1961)
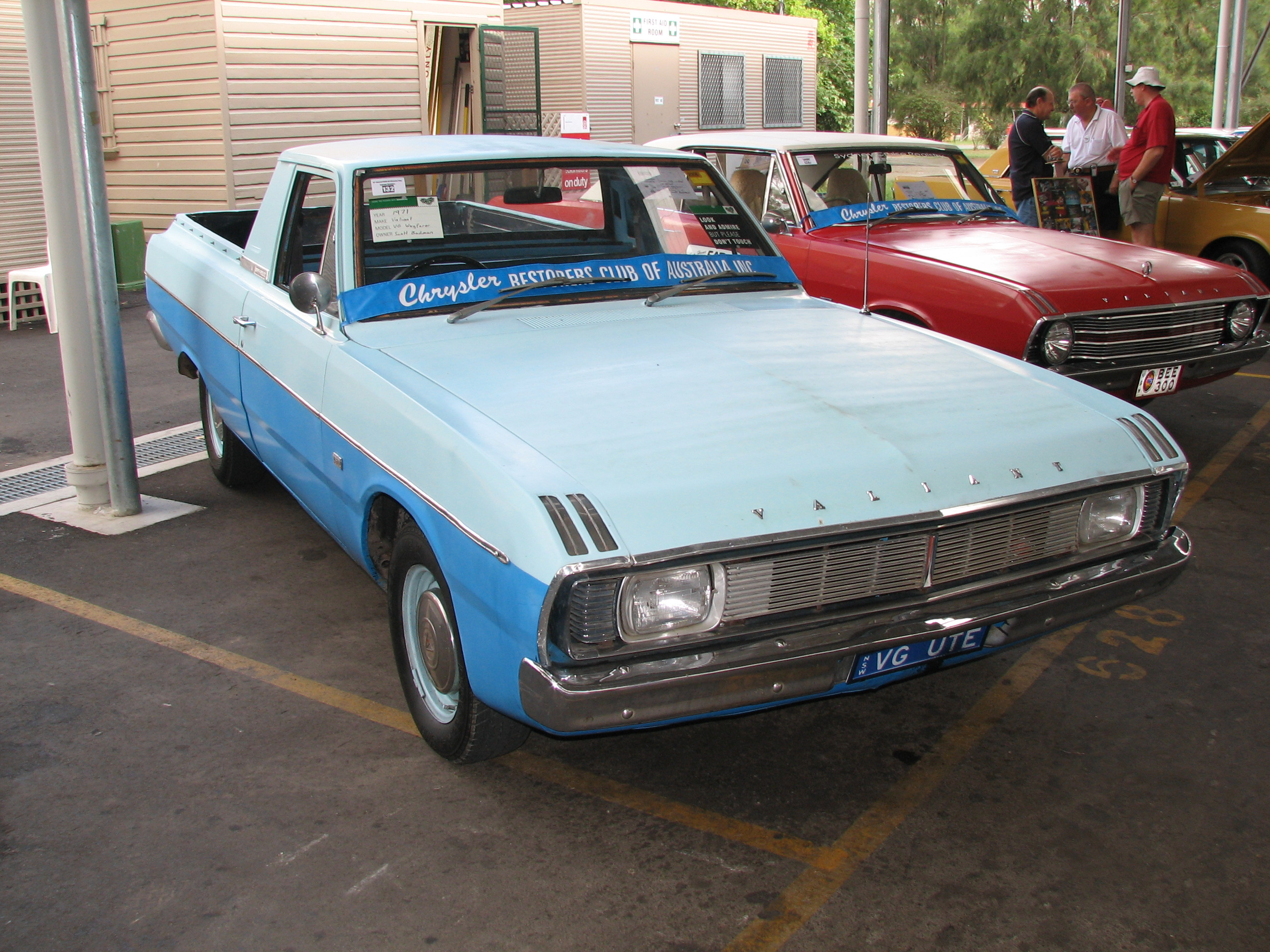
Chrysler Valiant VG Ute (1970-1971)